# Olympische Sommerspiele 1912/Leichtathletik – 100 m (Männer)
Der 100-Meter-Lauf der Männer bei den Olympischen Spielen 1912 in Stockholm wurde am 6. und 7. Juli 1912 im Stockholmer Olympiastadion ausgetragen. 70. Athleten nahmen daran teil.
Olympiasieger wurde der US-Amerikaner Ralph Craig, der vor seinen Landsleuten Alvah Meyer und Donald Lippincott gewann.
Von den deutschen Startern erreichten Erwin Kern und Richard Rau das Halbfinale, beide schieden dort aus. Max Herrmann und Emil Ketterer scheiterten in den Vorläufen. Herrmanns Zeit reichte nicht für ein Weiterkommen aus, während Ketterer in seinem Vorlauf nicht ins Ziel kam.
Alle drei Österreicher – Richard Rauch, Fritz Weinzinger und Fritz Fleischer – schieden in ihren Vorläufen aus.
Schweizer Athleten waren nicht am Start.

## Rekorde
Leichtathletik-Weltrekorde waren zur damaligen Zeit noch inoffiziell. Die unten genannten Leistungen von 10,5 s erhielten nie eine offizielle Anerkennung durch die IAAF. Zum ersten offiziellen Weltrekord wurde später die hier im sechzehnten Vorlauf durch den US-Amerikaner Donald Lippincott erzielte Zeit von 10,6 s erklärt.

### Bestehende Rekorde
| Weltrekord         | 10,5 s | Emil Ketterer ( Deutsches Reich) | Karlsruhe, Deutsches Reich                | 9. Juli 1911    |
| Weltrekord         | 10,5 s | Richard Rau ( Deutsches Reich)   | Braunschweig, Deutsches Reich             | 19. August 1911 |
| Olympischer Rekord | 10,8 s | Frank Jarvis ( USA)              | Vorlauf OS Paris 1900, Frankreich         | 14. Juli 1900   |
| Olympischer Rekord | 10,8 s | Walter Tewksbury ( USA)          | Halbfinale OS Paris 1900, Frankreich      | 14. Juli 1900   |
| Olympischer Rekord | 10,8 s | James Rector ( USA)              | Vorlauf OS London 1908, Großbritannien    | 20. Juli 1908   |
| Olympischer Rekord | 10,8 s | Reggie Walker ( Südafrika)       | Halbfinale OS London 1908, Großbritannien | 21. Juli 1908   |
| Olympischer Rekord | 10,8 s | James Rector ( USA)              | Halbfinale OS London 1908, Großbritannien | 21. Juli 1908   |
| Olympischer Rekord | 10,8 s | Reggie Walker ( Südafrika)       | Finale OS London 1908, Großbritannien     | 22. Juli 1908   |

### Rekordverbesserung
Im sechzehnten Vorlauf verbesserte der US-Amerikaner Donald Lippincott den bestehenden olympischen Rekord um zwei Zehntelsekunden auf 10,6 s.

## Durchführung des Wettbewerbs
Es wurden insgesamt 17. Vorläufe am 6. Juli durchgeführt. Die auf den ersten beiden Plätzen eingelaufenen Athleten qualifizierten sich für die Halbfinals, die am gleichen Tag durchgeführt wurden. In den sechs Läufen qualifizierten sich jeweils nur die Sieger für das Finale am 7. Juli.
Anmerkung: Die für die nächste Runde qualifizierten Läufer sind hellblau unterlegt.

## Vorläufe
Datum: 6. Juli 1912
Für die nächste Runde qualifizierten sich die jeweils ersten beiden Läufer – hellblau unterlegt.
Es sind nur die Zeiten der Sieger überliefert. Auch im offiziellen Bericht der Spiele werden die Abstände der weiteren Läufer nur in Zentimetern oder Metern angegeben, nicht aber die Zeiten.
Wie auch in anderen Wettbewerben waren die Einteilungen in den Vorläufen miserabel organisiert. Einige Rennen gingen mit lediglich zwei Teilnehmern vonstatten, die so natürlich beide schon vorher das Weiterkommen sicher hatten, während andere Läufe mit bis zu sechs Läufern durchgeführt wurden. In einem Vorlauf war sogar nur ein einziger Wettbewerber am Start.

### Vorlauf 1
| Platz | Name           | Nation   | Zeit   | Anmerkung |
| ----- | -------------- | -------- | ------ | --------- |
| 1     | Charles Luther | Schweden | 12,8 s |           |

im Alleingang

### Vorlauf 2
| Platz | Name         | Nation     | Zeit   | Anmerkung |
| ----- | ------------ | ---------- | ------ | --------- |
| 1     | Ivan Möller  | Schweden   | 11,5 s |           |
| 2     | Pál Szalay   | Ungarn     | k. A.  |           |
| 3     | Rudolf Rauch | Österreich | k. A.  |           |

Ivan Möller und Pál Szalay waren bis zur 70-Meter-Marke gleichauf, dann fiel der Ungar ab. Möller gewann mit einem halben Meter Vorsprung.

### Vorlauf 3

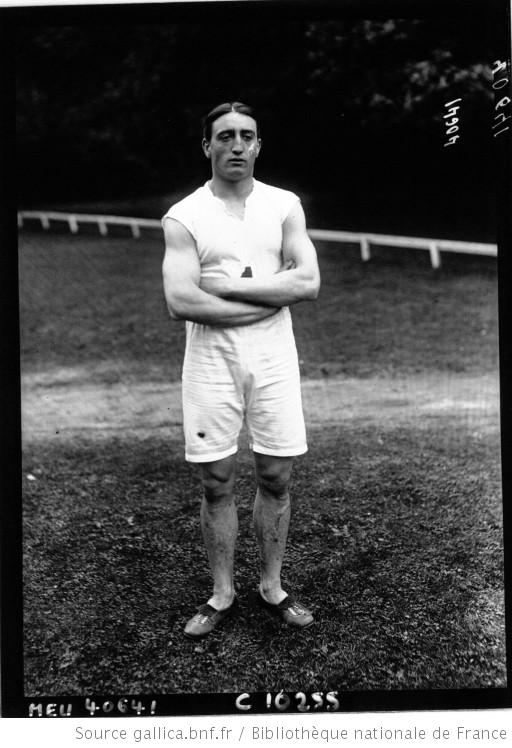
Pierre Failliot – ausgeschieden als Dritter des dritten Vorlaufs

| Platz | Name                    | Nation             | Zeit   | Anmerkung |
| ----- | ----------------------- | ------------------ | ------ | --------- |
| 1     | Ira Courtney            | Vereinigte Staaten | 11,2 s |           |
| 2     | István Jankovich        | Ungarn             | k. A.  |           |
| 3     | Pierre Failliot         | Frankreich         | k. A.  |           |
| 4     | Henry Blakeney          | Großbritannien     | k. A.  |           |
| 5     | Ladislav Jiránek-Strana | Böhmen             | k. A.  |           |
| 6     | Pablo Eitel             | Chile              | k. A.  |           |

### Vorlauf 4
| Platz | Name          | Nation         | Zeit   | Anmerkung |
| ----- | ------------- | -------------- | ------ | --------- |
| 1     | Richard Rice  | Großbritannien | 11,4 s |           |
| 2     | Rolf Smedmark | Schweden       | k. A.  |           |

### Vorlauf 5
| Platz | Name           | Nation         | Zeit   | Anmerkung |
| ----- | -------------- | -------------- | ------ | --------- |
| 1     | Victor d’Arcy  | Großbritannien | 11,2 s |           |
| 2     | Reuben Povey   | Südafrika      | k. A.  |           |
| 3     | António Stromp | Portugal       | k. A.  |           |

Zwischen dem Briten Victor d’Arcy und dem Südafrikaner Reuben Povey kam es zu einem harten Zweikampf, den der Brite im Endspurt mit einem Meter Vorsprung für sich entschied.

### Vorlauf 6

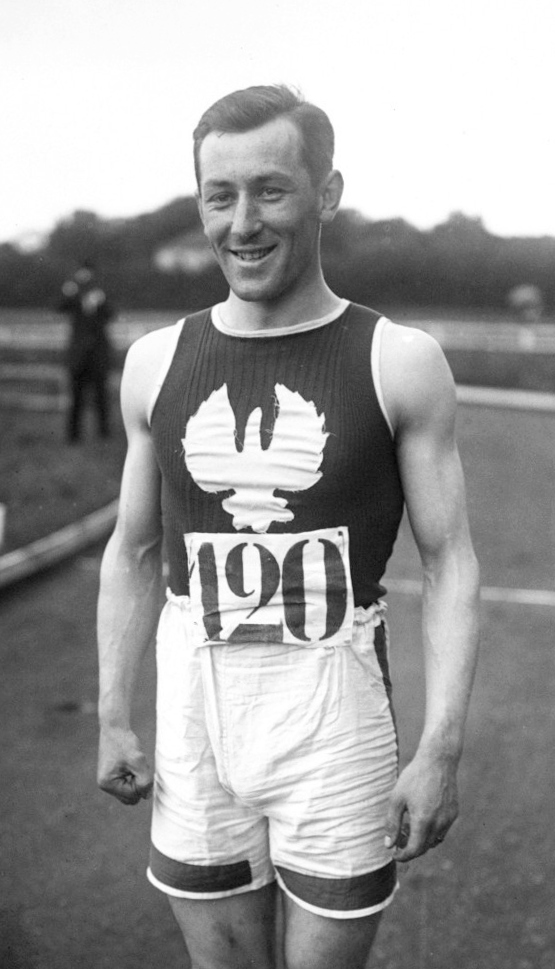
Robert Schurrer – ausgeschieden als Vierter des sechsten Vorlaufs

| Platz | Name                      | Nation          | Zeit   | Anmerkung |
| ----- | ------------------------- | --------------- | ------ | --------- |
| 1     | Richard Rau               | Deutsches Reich | 11,2 s |           |
| 2     | Vilmos Rácz               | Ungarn          | k. A.  |           |
| 3     | Ture Person               | Schweden        | k. A.  |           |
| 4     | Robert Schurrer           | Frankreich      | k. A.  |           |
| 5     | Dimitrios Triantafyllakos | Griechenland    | k. A.  |           |
| 6     | Leopolds Lēvenšteins      | Russland        | k. A.  |           |

### Vorlauf 7

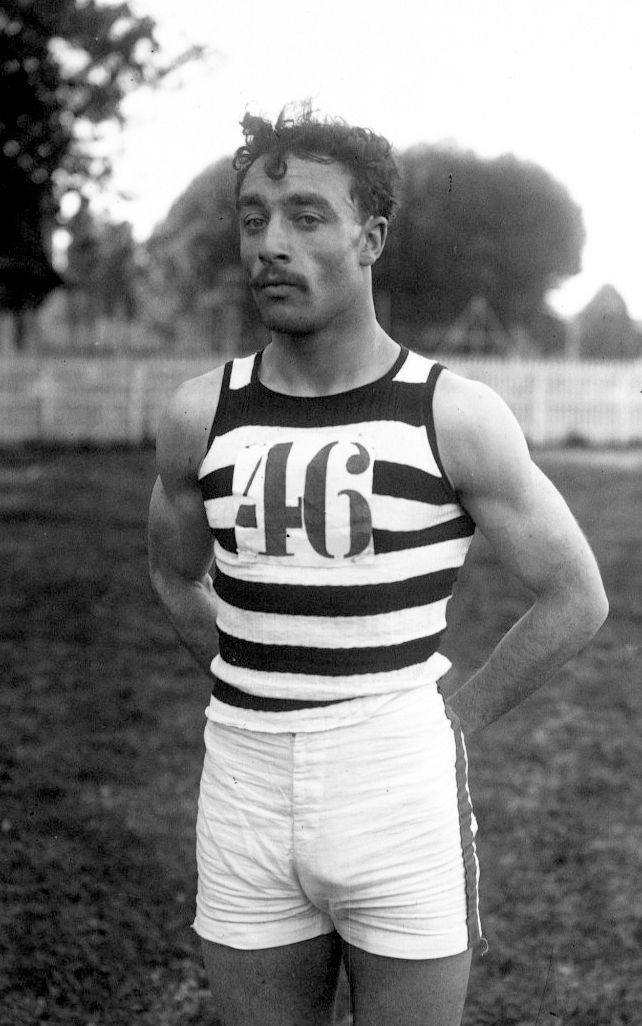
Charles Lelong – ausgeschieden als Dritter des siebten Vorlaufs

| Platz | Name            | Nation       | Zeit   | Anmerkung |
| ----- | --------------- | ------------ | ------ | --------- |
| 1     | William Stewart | Australasien | 11,0 s |           |
| 2     | Léon Aelter     | Belgien      | k. A.  |           |
| 3     | Charles Lelong  | Frankreich   | k. A.  |           |
| 4     | Jan Grijseels   | Niederlande  | k. A.  |           |
| 5     | Richard Schwarz | Russland     | k. A.  |           |

### Vorlauf 8
| Platz | Name            | Nation   | Zeit   | Anmerkung |
| ----- | --------------- | -------- | ------ | --------- |
| 1     | Knut Lindberg   | Schweden | 11,6 s |           |
| 2     | Bedřich Vygoda  | Böhmen   | k. A.  |           |
| 3     | Dušan Milošević | Serbien  | k. A.  |           |
| 4     | Jón Halldórsson | Island   | k. A.  |           |

### Vorlauf 9
| Platz | Name             | Nation             | Zeit   | Anmerkung |
| ----- | ---------------- | ------------------ | ------ | --------- |
| 1     | Alvah Meyer      | Vereinigte Staaten | 11,3 s |           |
| 2     | Franco Giongo    | Italien            | k. A.  |           |
| 3     | Robert C. Duncan | Großbritannien     | k. A.  |           |
| 4     | Georges Rolot    | Frankreich         | k. A.  |           |

### Vorlauf 10
| Platz | Name                | Nation             | Zeit   | Anmerkung |
| ----- | ------------------- | ------------------ | ------ | --------- |
| 1     | David Jacobs        | Großbritannien     | 10,8 s |           |
| 2     | Clement Wilson      | Vereinigte Staaten | k. A.  |           |
| 3     | Marius Delaby       | Frankreich         | k. A.  |           |
| 4     | Václav Labík-Gregan | Böhmen             | k. A.  |           |
| 5     | Herman Sotaaen      | Norwegen           | k. A.  |           |

Nach einem Kopf-an-Kopf-Rennen zwischen David Jacobs und Clement Wilson gewann der Jacobs mit einer Handbreite Vorsprung.

### Vorlauf 11

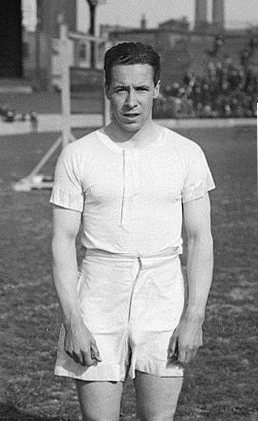
Henry Macintosh – ausgeschieden als Dritter des elften Vorlaufs

| Platz | Name            | Nation             | Zeit   | Anmerkung |
| ----- | --------------- | ------------------ | ------ | --------- |
| 1     | Frank Belote    | Vereinigte Staaten | 11,0 s |           |
| 2     | René Mourlon    | Frankreich         | k. A.  |           |
| 3     | Henry Macintosh | Großbritannien     | k. A.  |           |
| 4     | Harry Beasley   | Kanada             | k. A.  |           |

### Vorlauf 12
| Platz | Name                    | Nation             | Zeit   | Anmerkung |
| ----- | ----------------------- | ------------------ | ------ | --------- |
| 1     | Peter Clarence Gerhardt | Vereinigte Staaten | 11,2 s |           |
| 2     | Frank Lukeman           | Kanada             | k. A.  |           |
| 3     | Fritz Weinzinger        | Österreich         | k. A.  |           |
| 4     | Alexander Pedersen      | Norwegen           | k. A.  |           |
| 5     | Duncan Macmillan        | Großbritannien     | k. A.  |           |

### Vorlauf 13
| Platz | Name                | Nation             | Zeit   | Anmerkung |
| ----- | ------------------- | ------------------ | ------ | --------- |
| 1     | John Howard         | Kanada             | 11,2 s |           |
| 2     | George Patching     | Südafrika          | k. A.  |           |
| 3     | Harold Heiland      | Vereinigte Staaten | k. A.  |           |
| 4     | Pawel von Stieglitz | Russland           | k. A.  |           |
| DNF   | Emil Ketterer       | Deutsches Reich    |        |           |

Nach einem Fehlstart von George Patching kam es nach dem Neustart zu einem Dreikampf zwischen Patching, John Howard und Harold Heiland. Bis zur 85-Meter-Marke führte Patching, ehe Howard doch noch knapp gewinnen konnte.

### Vorlauf 14
| Platz | Name             | Nation             | Zeit   | Anmerkung |
| ----- | ---------------- | ------------------ | ------ | --------- |
| 1     | Arthur Anderson  | Großbritannien     | 11,0 s |           |
| 2     | Rupert Thomas    | Vereinigte Staaten | k. A.  |           |
| 3     | Frank McConnell  | Kanada             | k. A.  |           |
| 4     | Skotte Jacobsson | Schweden           | k. A.  |           |

Frank McConnell erwischte den besten Start und führte bis kurz vor Schluss, musste dann jedoch Rupert Thomas und den siegreichen Arthur Anderson an sich vorbeiziehen lassen.

### Vorlauf 15
| Platz | Name            | Nation             | Zeit   | Anmerkung |
| ----- | --------------- | ------------------ | ------ | --------- |
| 1     | Howard Drew     | Vereinigte Staaten | 11,0 s |           |
| 2     | Erwin Kern      | Deutsches Reich    | k. A.  |           |
| 3     | Julien Boullery | Frankreich         | k. A.  |           |
| 4     | James Barker    | Großbritannien     | k. A.  |           |

Nach einem Fehlstart konnte Howard Drew das Rennen sicher gewinnen.

### Vorlauf 16

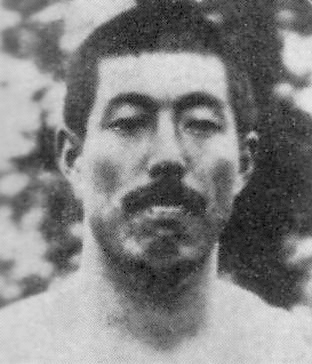
Yahiko Mishima – ausgeschieden als Fünfter des sechzehnten Vorlaufs

| Platz | Name                | Nation             | Zeit   | Anmerkung |
| ----- | ------------------- | ------------------ | ------ | --------- |
| 1     | Donald Lippincott   | Vereinigte Staaten | 10,6 s | OR        |
| 2     | Willie Applegarth   | Großbritannien     | k. A.  |           |
| 3     | Max Herrmann        | Deutsches Reich    | k. A.  |           |
| 4     | Ervin Szerelemhegyi | Ungarn             | k. A.  |           |
| 5     | Yahiko Mishima      | Japan              | k. A.  |           |

Nach zwei Fehlstarts wurde dieser Lauf der schnellste aller Vorläufe.
Donald Lippincott lief mit 10,6 s neuen olympischen Rekord.

### Vorlauf 17
| Platz | Name            | Nation             | Zeit   | Anmerkung |
| ----- | --------------- | ------------------ | ------ | --------- |
| 1     | Ralph Craig     | Vereinigte Staaten | 11,2 s |           |
| 2     | Ferenc Szobota  | Ungarn             | k. A.  |           |
| 3     | Ragnar Ekberg   | Schweden           | k. A.  |           |
| 4     | Fritz Fleischer | Österreich         | k. A.  |           |

Zwar hatte der Schwede Ragnar Ekberg den besten Start,
doch nach sechzig Metern musste er die Führung an den
Gewinner Ralph Craig und Ferenc Szobota abgeben.

## Halbfinale
Datum: 6. Juli 1912
Für das Finale qualifizierten sich nur die jeweiligen Sieger – hellblau unterlegt. Wie in den Vorläufen wurden hier nur die Zeiten von weit vorne platzierten Sprintern übermittelt.

### Lauf 1

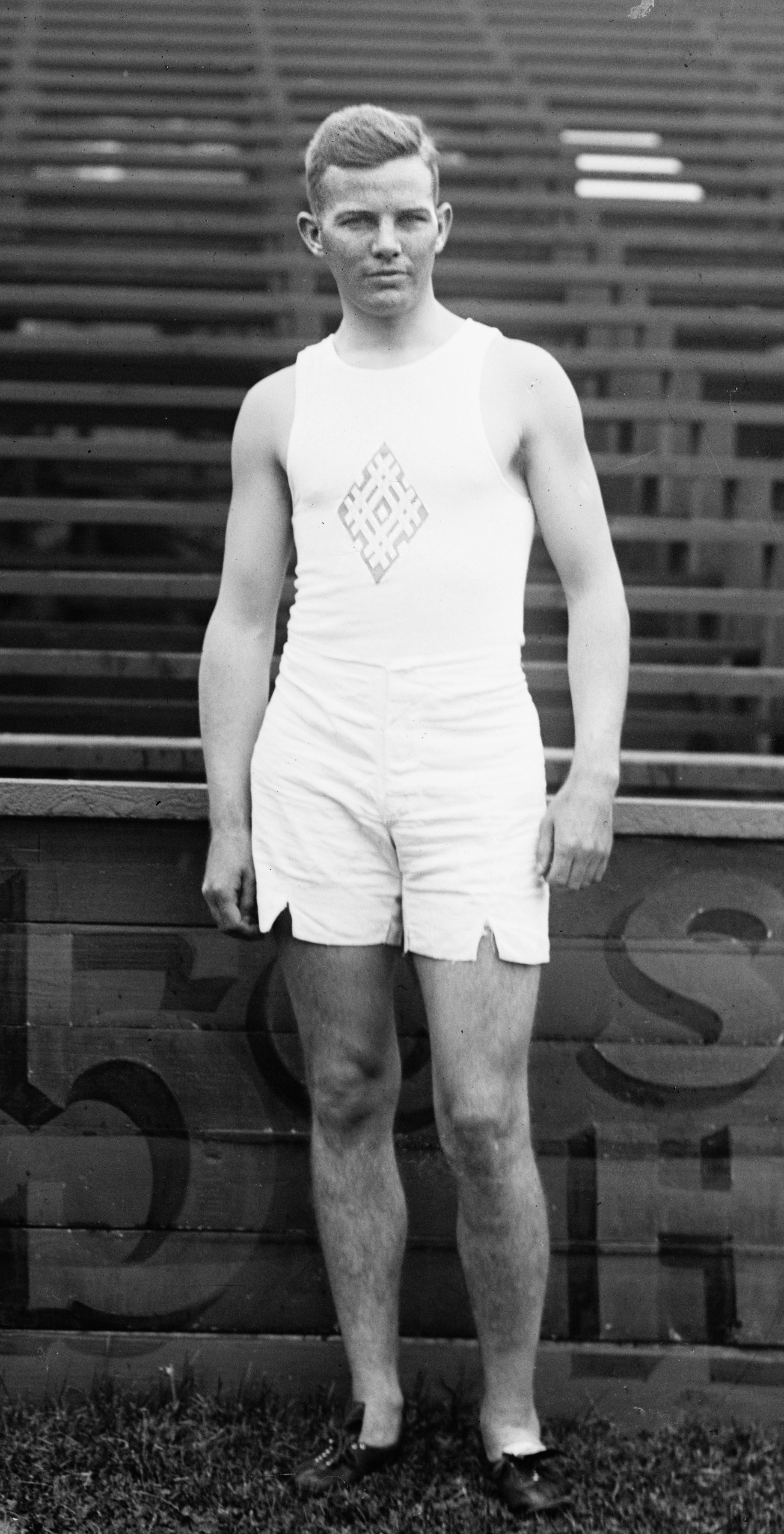
Ira Courtney – ausgeschieden als Zweiter des ersten Halbfinals
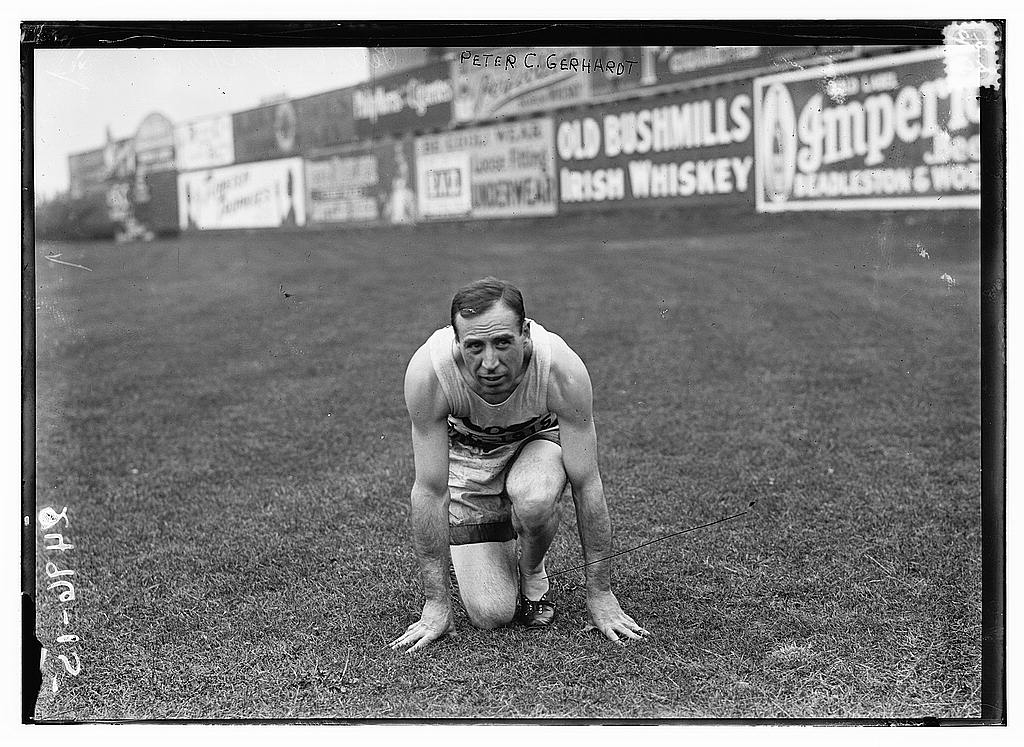
Peter Clarence Gerhardt – ausgeschieden als Dritter ersten Halbfinals

| Platz | Name                    | Nation             | Zeit   | Anmerkung |
| ----- | ----------------------- | ------------------ | ------ | --------- |
| 1     | Howard Drew             | Vereinigte Staaten | 10,7 s |           |
| 2     | Ira Courtney            | Vereinigte Staaten | 10,9 s |           |
| 3     | Peter Clarence Gerhardt | Vereinigte Staaten | 10,9 s |           |
| 4     | Charles Luther          | Schweden           | k. A.  |           |
| 5     | Erwin Kern              | Deutsches Reich    | k. A.  |           |
| 6     | Vilmos Rácz             | Ungarn             | k. A.  |           |

Nach einem schwachen Start des Schweden Charles Luther gewann
Howard Drew das Rennen sicher.

### Lauf 2

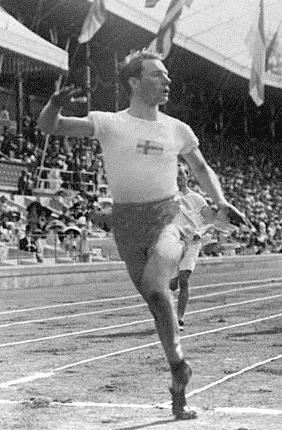
Knut Lindberg – ausgeschieden als Zweiter des zweiten Halbfinals

| Platz     | Name            | Nation         | Zeit   | Anmerkung |
| --------- | --------------- | -------------- | ------ | --------- |
| 1         | George Patching | Südafrika      | 10,9 s |           |
| 2         | Knut Lindberg   | Schweden       | k. A.  |           |
| 3         | Richard Rice    | Großbritannien | k. A.  |           |
| Ränge 4+5 | Franco Giongo   | Italien        | k. A.  |           |
| Ränge 4+5 | Léon Aelter     | Belgien        | k. A.  |           |

Wie im Vorlauf verursachte George Patching einen Fehlstart. Beim zweiten Versuch gewann
der Südafrikaner sicher und konnte den aufkommenden Schweden Knut Lindberg abwehren.

### Lauf 3

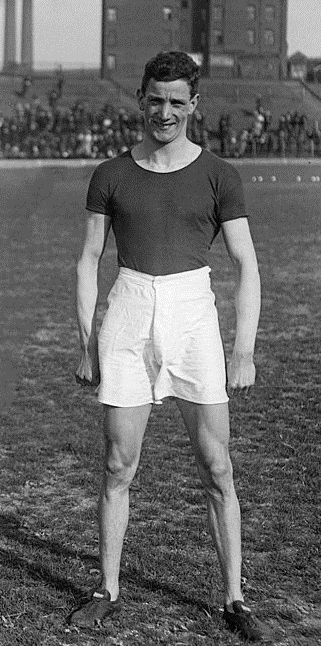
David Jacobs – ausgeschieden als Zweiter des dritten Halbfinals
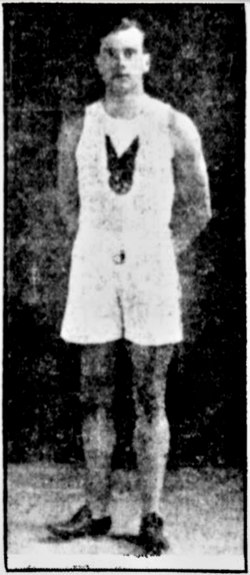
Frank Lukeman – ausgeschieden als Dritter des dritten Halbfinals

| Platz | Name          | Nation             | Zeit   | Anmerkung |
| ----- | ------------- | ------------------ | ------ | --------- |
| 1     | Alvah Meyer   | Vereinigte Staaten | 10,7 s |           |
| 2     | David Jacobs  | Großbritannien     | k. A.  |           |
| 3     | Frank Lukeman | Kanada             | k. A.  |           |
| 4     | Pál Szalay    | Ungarn             | k. A.  |           |
| DNF   | Rolf Smedmark | Schweden           |        |           |

Der Schwede Rolf Smedmark glaubte, einen Fehlstart verursacht zu haben
und stoppte. Die anderen Starter zogen an ihm vorbei. Alvah Meyer konnte sich
nach einem Kopf-an-Kopf-Rennen gegen David Jacobs durchsetzen.

### Lauf 4

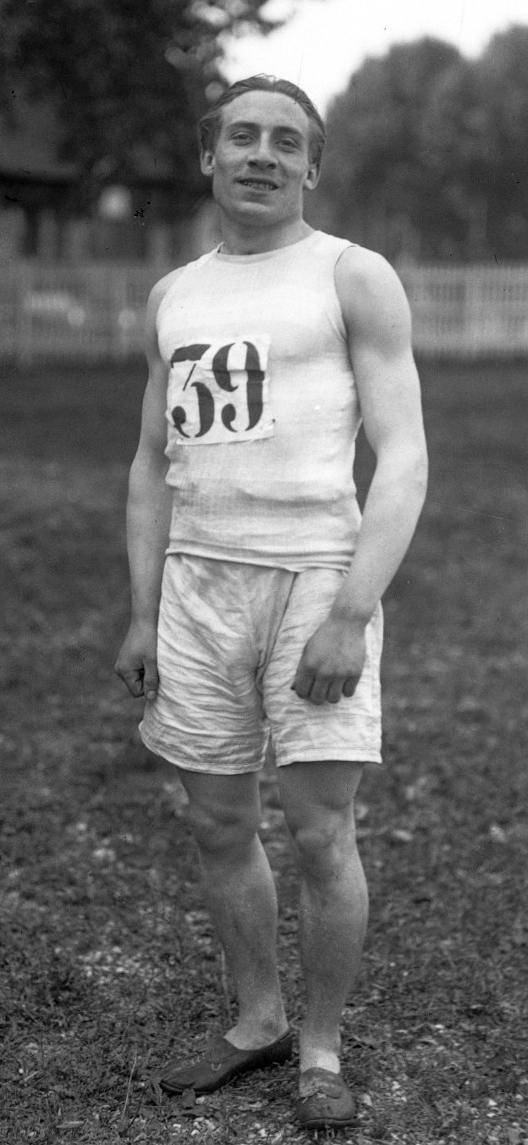
René Mourlon – ausgeschieden im vierten Halbfinale

| Platz     | Name             | Nation             | Zeit   | Anmerkung |
| --------- | ---------------- | ------------------ | ------ | --------- |
| 1         | Ralph Craig      | Vereinigte Staaten | 10,7 s |           |
| 2         | Richard Rau      | Deutsches Reich    | 10,9 s |           |
| 3         | William Stewart  | Australasien       | k. A.  |           |
| Ränge 4–6 | István Jankovich | Ungarn             | k. A.  |           |
| Ränge 4–6 | René Mourlon     | Frankreich         | k. A.  |           |
| Ränge 4–6 | Ferenc Szobota   | Ungarn             | k. A.  |           |

Insgesamt kam es zu neun immer wieder bewusst provozierten Fehlstarts, ein reines Nervenspiel.
Richard Rau konnte bis siebzig Meter die Führung behaupten, wurde jedoch von Ralph Craig überholt,
der mit einem Meter Vorsprung gewann.

### Lauf 5

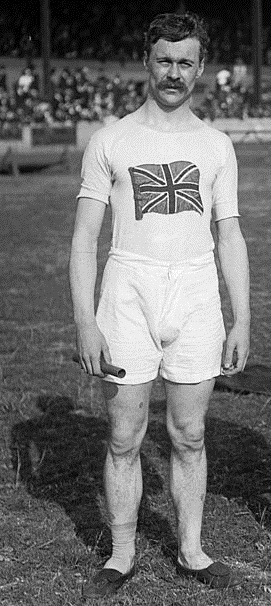
Victor d’Arcy – ausgeschieden im fünften Halbfinale

| Platz     | Name              | Nation             | Zeit   | Anmerkung |
| --------- | ----------------- | ------------------ | ------ | --------- |
| 1         | Donald Lippincott | Vereinigte Staaten | 10,7 s |           |
| 2         | Willie Applegarth | Großbritannien     | 10,9 s |           |
| 3         | Bedřich Vygoda    | Böhmen             | k. A.  |           |
| Ränge 4–6 | Clement Wilson    | Vereinigte Staaten | k. A.  |           |
| Ränge 4–6 | Victor d’Arcy     | Großbritannien     | k. A.  |           |
| Ränge 4–6 | John Howard       | Kanada             | k. A.  |           |

Ein Dreikampf zwischen Donald Lippincott, Clement Wilson und Willie Applegarth entwickelte
sich über die gesamte Strecke. Lippincott konnte letztendlich seine Rivalen besiegen.

### Lauf 6
| Platz | Name            | Nation             | Zeit   | Anmerkung |
| ----- | --------------- | ------------------ | ------ | --------- |
| 1     | Frank Belote    | Vereinigte Staaten | 11,1 s |           |
| 2     | Reuben Povey    | Südafrika          | k. A.  |           |
| 3     | Rupert Thomas   | Vereinigte Staaten | k. A.  |           |
| 4     | Ivan Möller     | Schweden           | k. A.  |           |
| 5     | Arthur Anderson | Großbritannien     | k. A.  |           |

## Finale
| Platz | Name              | Nation             | Zeit   | Anmerkung |
| ----- | ----------------- | ------------------ | ------ | --------- |
| 1     | Ralph Craig       | Vereinigte Staaten | 10,8 s |           |
| 2     | Alvah Meyer       | Vereinigte Staaten | 10,9 s |           |
| 3     | Donald Lippincott | Vereinigte Staaten | 10,9 s |           |
| 4     | George Patching   | Südafrika          | 11,0 s |           |
| 5     | Frank Belote      | Vereinigte Staaten | 11,0 s |           |
| DNS   | Howard Drew       | Vereinigte Staaten |        |           |

Datum: 7. Juli 1912
Das Finale bestritten fünf Läufer. Vier von ihnen kamen aus den USA. Howard Drew, ein weiterer US-Amerikaner, hatte sich im Halbfinale eine Verletzung zugezogen und trat daher nicht an. Einziger Nicht-US-Amerikaner war George Patching aus Südafrika.
Das Rennen war von etlichen Fehlstarts geprägt. Bei einem dieser Starts liefen Ralph Craig und Donald Lippincott fälschlicherweise die gesamte Distanz. Craig sagte später aus, er sei, obwohl das Rennen zurückgeschossen wurde, einfach gelaufen, weil er es nicht glauben konnte. Er bezeichnete die ausländischen Schiedsrichter als inkompetent.
George Patching erwischte den besten Start und hatte nach vierzig Metern einen Vorsprung von einem halben Meter. Doch nach sechzig Metern hatte Craig zum Südafrikaner aufgeschlossen. Nach 75 Metern führten Craig und Alvah Meyer mit einer Handbreite Vorsprung vor Patching, einen halben Meter dahinter folgten Lippincott und Frank Belote. Im Finish konnte Craig die Führung behaupten. Er gewann mit einem halben Meter Vorsprung vor Meyer. Fünfzehn Zentimeter hinter Meyer folgte Lippincott, der den Südafrikaner aus den Medaillenrängen drängte.
Im fünften olympischen Finale erlief Ralph Craig den vierten Sieg eines US-Athleten. Craig selber hatte nie einen US-amerikanischen Titel gewonnen. Alvah Meyers Silbermedaille und Donald Lippincotts Bronzemedaille bedeuteten den zweiten Dreifachtriumph über 100 Meter nach 1904. Insgesamt konnten US-Amerikaner bislang elf von fünfzehn Medaillen in dieser Disziplin gewinnen.

## Bildergalerie

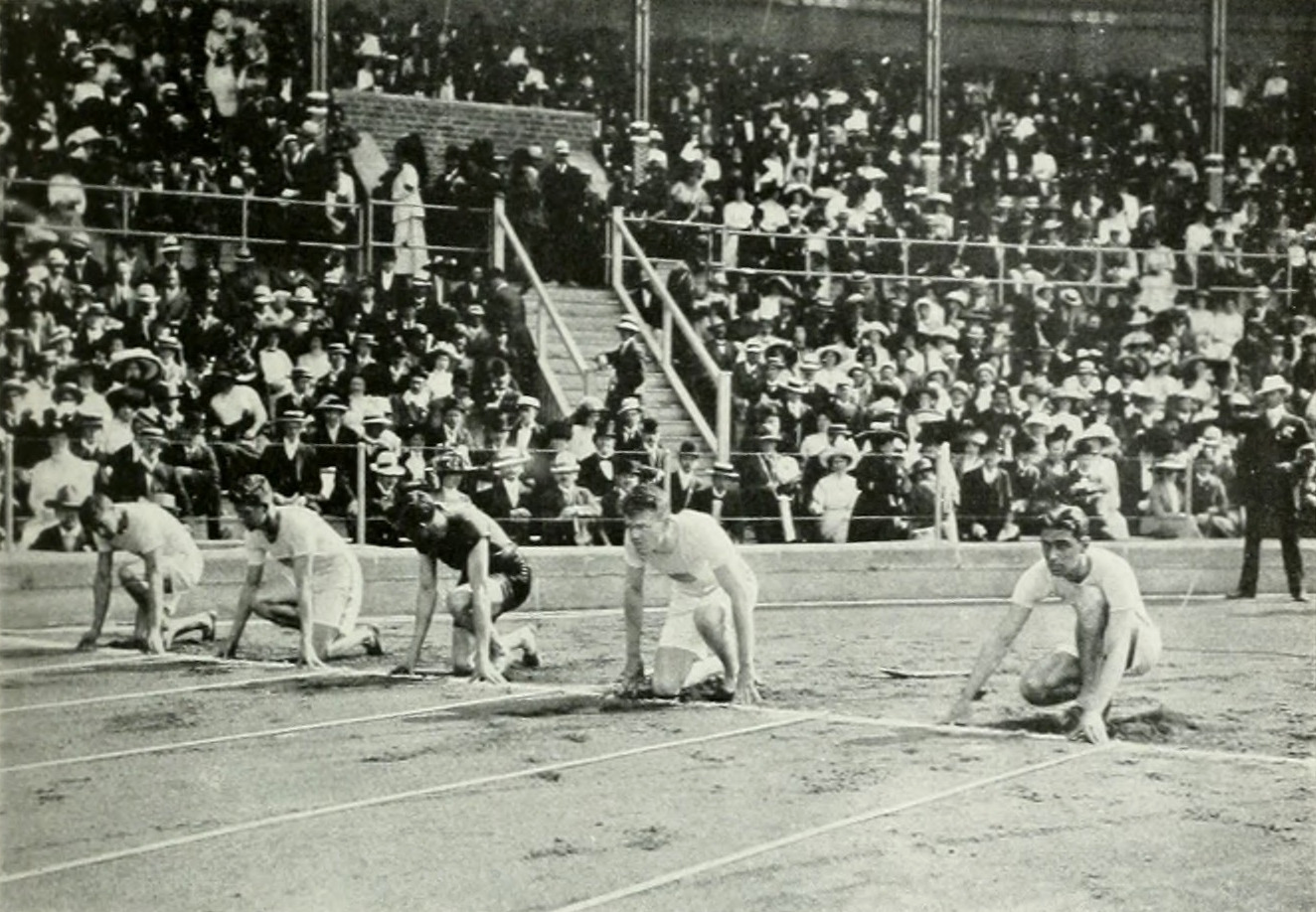
Start des Finales (v. l. n. r.): Frank Belote, Donald Lippincott, George Patching, Ralph Craig, Alvah Meyer
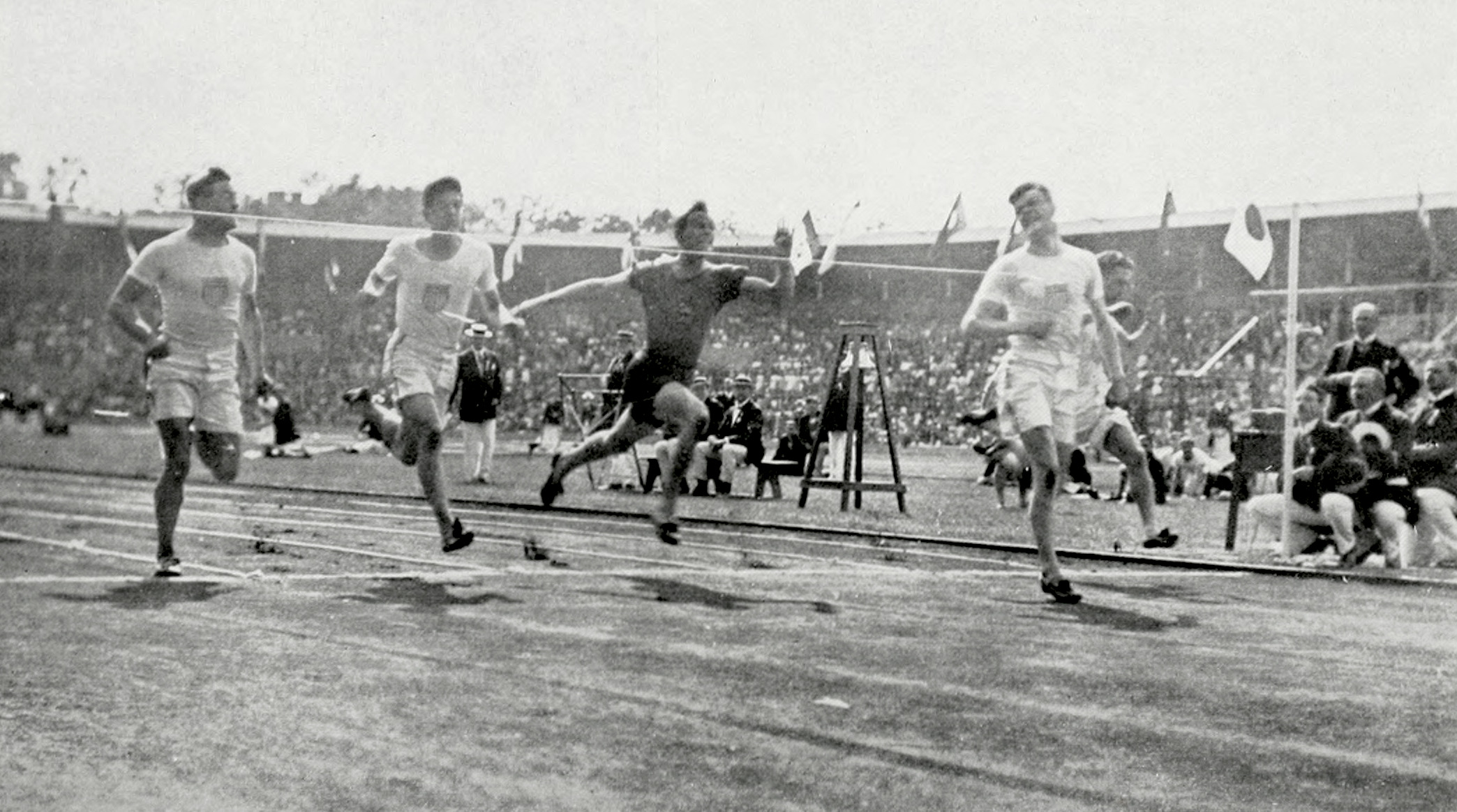
Zieleinlauf (v. l. n. r.): Frank Belote, Donald Lippincott, George Patching, Ralph Craig, Alvah Meyer

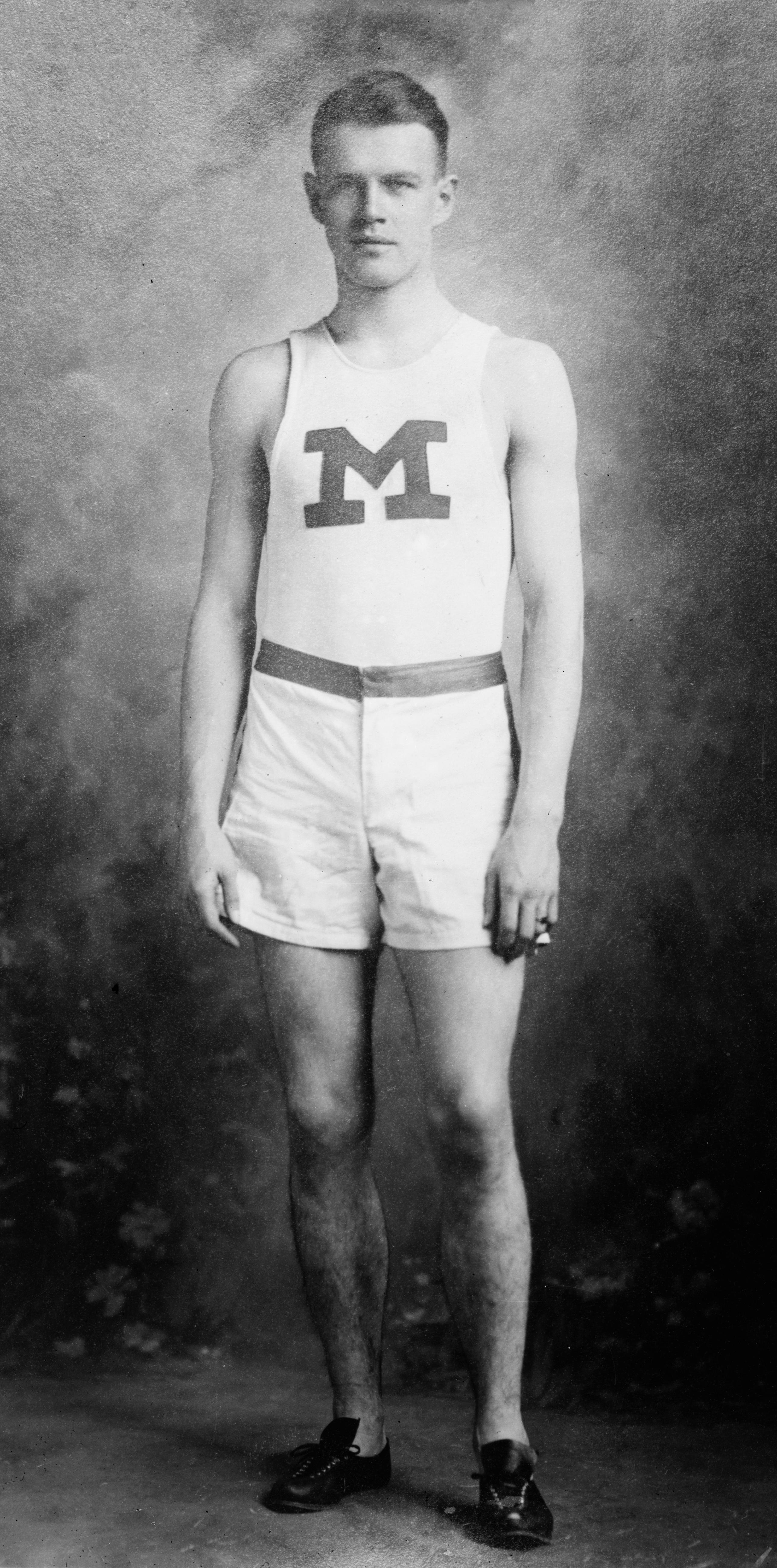
Olympiasieger Ralph Craig
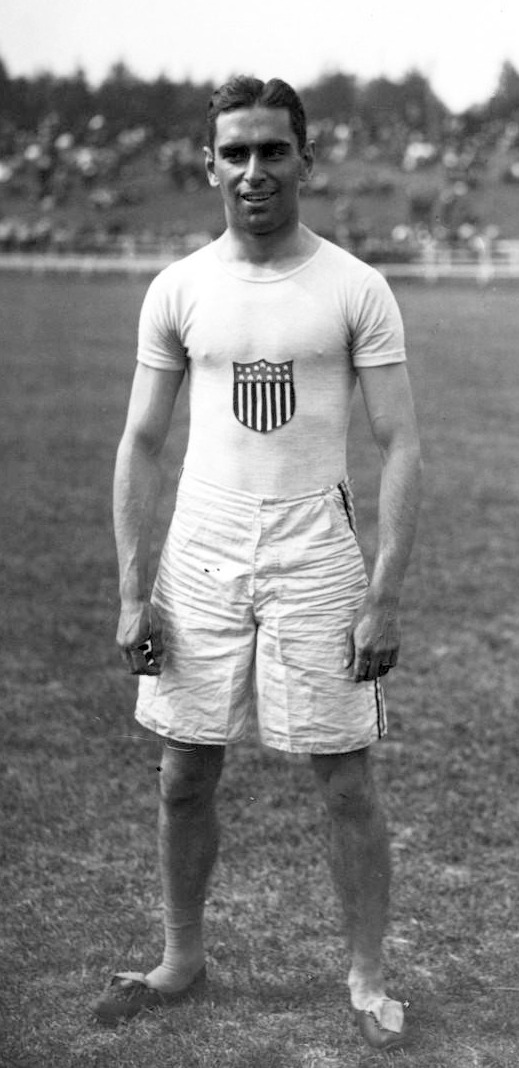
Alvah Meyer, Gewinner der Silbermedaille
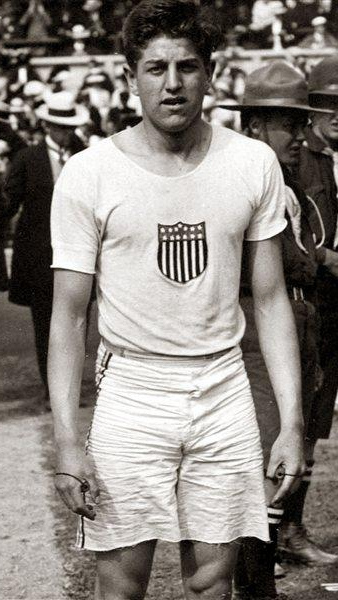
Bronzemedaillengewinner Donald Lippincott

## Videolinks
- Olympics 1912 100m, youtube.com, abgerufen am 16. Mai 2021
- 1912 Stockholm Olympics - 100m & 200m, youtube.com (englisch), abgerufen am 16. Mai 2021